# میلفرد (مین)
میلفرد(به انگلیسی: Milford) شهری در ایالت مین کشور ایالات متحده آمریکا است که جمعیت آن در سرشماری سال ۲۰۱۰ میلادی، ۲٬۲۳۳ نفر بوده‌است.